# 10483 Tomburns
10483 Tomburns è un asteroide della fascia principale. Scoperto nel 1983, presenta un'orbita caratterizzata da un semiasse maggiore pari a 2,2717705 UA e da un'eccentricità di 0,1703120, inclinata di 4,16313° rispetto all'eclittica. È dedicato a Tom Burns, astronomo statunitense.